# سیناترا ۷۹۳۴
سیارک ۷۹۳۴ (به انگلیسی: 7934 Sinatra، نامگذاری:1989SG1) هفت هزار و نهصد و سی و چهارمین سیارک کشف شده‌است که در ۲۶ سپتامبر ۱۹۸۹ کشف شد.
قدر مطلق سیارک برابر ۱۴٫۴۰ است.